# موسوعة الفقه الاسلامی طبقا لمذهب اهل البیت
موسوعه الفقه الاسلامی طبقا لمذهب اهل البیت (ع) کتابی از مؤسسه دایرةالمعارف فقه اسلامی است که در سال ۱۳۸۱ منتشر و در مراسم کتاب سال جمهوری اسلامی ایران به‌عنوان کتاب برگزیده معرفی شد.